# Threlkeldia inchoata
Threlkeldia inchoata là loài thực vật có hoa thuộc họ Dền. Loài này được (J. Black) J. Black miêu tả khoa học đầu tiên năm 1916.